# Никодин
 Тази статия е за селото в Северна Македония.  За селото в България вижте Никудин.  
Никодин (на македонска литературна норма: Никодин) е село в община Прилеп, Северна Македония.

## География
Селото е разположено в полите на Бабуна планина, североизточно от общинския център Прилеп.

## История
В XIX век Никодин е изцяло българско село във Велешка кааза, нахия Клепа на Османската империя. В „Етнография на вилаетите Адрианопол, Монастир и Салоника“, издадена в Константинопол в 1878 година и отразяваща статистиката на населението от 1873 година, Никодим е посочено като село с 80 домакинства и 343 жители българи. Църквата „Света Троица“ е възрожденска.
Според статистиката на Васил Кънчов („Македония. Етнография и статистика“) от 1900 година Никодимъ има 900 жители, всички българи християни.
Според митрополит Поликарп Дебърски и Велешки в 1904 година в Никодин има 70 сръбски къщи. По данни на секретаря на Българската екзархия Димитър Мишев („La Macédoine et sa Population Chrétienne“) през 1905 Никодим има 240 българи екзархисти. Според секретен доклад на българското консулство в Скопие 46 от 129 къщи в селото през 1903 година под натиска на сръбската пропаганда в Македония признават Цариградската патриаршия. Към 1906-1907 година енорийски свещеник на Екзархията в Никодим е Атанас Илков.
На 4 април 1907 година сръбска чета напада екзархийското село, защитавано от селската милиция. Четите на ВМОРО на Петър Ацев и Георги Попов идват на помощ на никодинчани и след петчасово сражение разбиват сръбстата чета, но войводата Георги Попов загива.
При избухването на Балканската война в 1912 година 2 души от Никодин са доброволци в Македоно-одринското опълчение.
По време на българското управление на Вардарска Македония през Първата световна война Никодим е част от Топличка община в Битолска селска околия и има 738 жители.
Църквата „Свети Атанасий“ е издигната в 1935 година върху основите на по-стара църква.
Според преброяването от 2002 година селото има 7 жители, от които 6 северномакедонци и един друг.
Традиционният празник на селото е Илинден. В миналото на този ден са се провеждали състезания по хвърляне на камък, скачане и борби.

## Личности

### Родени в Никодин
- Божко Цветков, ръководител на местния комитет на ВМОРО, убит от сърби в 1908 г.[14]
- Гьорче, четник на ВМОРО[15]
- Димитър Ив. Николов, главен учител в с. Никодин[16]
- Иван Николов (1883 – 1913), ръководител на ВМОРО, убит от сърбите в Прилеп през 1913 година[14]
- Илия Хр. Петров, кметски наместник в периода от 1941 до 1944 година[16]
- Кръсте Иле, българин, православен, заловен на 22 юни 1903 година, обвинен в „активно участие в бунтовническите активности и действия на разбойниците, които се осмелили да употребят оръжие, нападайки човека на прилепския събирач на данъци Расим, и десет негови другари, при което убили Шериф“, осъден на доживотна каторга, лежал в Скопския затвор, амнистиран с общата амнистия от 12 април 1904 година[17]
- Мице Видовски,[18] българин, православен, заловен на 22 юни 1903 година, обвинен в „активно участие в бунтовническите активности и действия на разбойниците, които се осмелили да употребят оръжие, нападайки човека на прилепския събирач на данъци Расим, и десет негови другари, при което убили Шериф“, осъден на доживотна каторга, лежал в Скопския затвор, амнистиран с общата амнистия от 12 април 1904 година[17]
- Тале Петре, българин, православен, заловен на 22 юни 1903 година, обвинен в „активно участие в бунтовническите активности и действия на разбойниците, които се осмелили да употребят оръжие, нападайки човека на прилепския събирач на данъци Расим, и десет негови другари, при което убили Шериф“, осъден на доживотна каторга, лежал в Скопския затвор, амнистиран с общата амнистия от 12 април 1904 година[17]
- Темелко Арсов (? – 1907), милиционер от ВМОРО, загинал в родното си село в сражение с турци[19]
- Траянка Йовчевска (1959 – 2013), археоложка от Република Македония
- Харалампи Перев, български военен, юрист, михайловист и близък на Ванчо Михайлов
- Цветко Георгиев (? – 1908), четник от ВМОРО, убит в родното си село в сражение със сърби[19]

### Починали в Никодин
- Алекса Н. Стоянов (? – 1903), четник от ВМОРО, убит при Никодин[14]
- Блажо Тодоровски (1902 – 1943), народен герой на Югославия
- Божко Цветков, ръководител на местния комитет на ВМОРО, убит от сърби в 1908 г.[14]
- Боян Милчинов (? – 1903), убит при Никодин в сражение с бандата на Булиман[14]
- Георги Попов (? – 1907), български революционер, войвода на ВМОРО
- Григор Симеонов (? – 1907), български четник от ВМОРО, загинал при Никодин в сражение с турци[14]
- Иге Витанов (? – 1903), четник от ВМОРО, загинал в сражение с турци при Никодин[14]
- Кольо Оризарчето, български революционер, загинал заедно със Симеон Денков[20]
- Нестор Струшки (? – 1903), български революционер[19]
- Никола Вълчев (1871 – 1903), български революционер[19]
- Симеон Денков (1886 – 1907), български революционер
- Темелко Арсов (? – 1907), милиционер от ВМОРО, загинал в родното си село в сражение с турци[19]